# Wife in Name Only
Wife in Name Only er en amerikansk stumfilm fra 1923 af George Terwilliger.

## Medvirkende
- Mary Thurman som Philippa L'Estrange
- Arthur Housman som Victor Harwood
- Edmund Lowe som Norman Arleigh
- William Tucker som John Dean
- Florence Dixon som Madeline Dornham
- Edna May Oliver som Mrs. Dornham
- Tyrone Power Sr. som Dornham